# Gymnadenia
Gymnadenia és un gènere amb una vintena d'espècies d'orquídees de la subfamília Orchidoideae, de la família de les Orchidaceae. Es poden trobar en prats humits, marjals i aiguamolls, i sobre guix o pedra calcària, sovint a les regions alpines d'Europa i Àsia des de Portugal fins a Kamtxatka, incloent la Xina, Japó, Mongòlia, Sibèria, l'Himàlaia, l'Iran, Ucraïna, Alemanya, Escandinàvia, Gran Bretanya, etc. Són d'hàbits terrestres i tenen tubercles en comptes de pseudobulbs.
Floreixen durant l'estiu. La inflorescència és una espiga cilíndrica densa d'entre 5 i 30 cm de llarg. Pot constar de fins a 150 petites flors d'olor agradable. Recentment s'ha descobert que l'eugenol i l'isoeugenol, compostos d'olors volàtils florals, estan catalitzats per un sol tipus d'enzim en espècies de Gymnadenia i el gen que codifica aquest enzim és el primer gen caracteritzat funcionalment en aquesta espècie fins ara. El seu color pot variar des de porpra pàl·lid fins a rosa i blanc. El llavi és ample amb tres lòbuls. Els pètals marginals són horitzontals. Hi ha un esperó llarg, prim i filós.

## Etimologia
Les orquídies obtenen el seu nom del grec "orchis", que significa 'testicle', per l'aparença dels tubercles subterranis en algunes espècies terrestres. La paraula 'orchis' la va usar per primera vegada Teofrast (371/372 - 287/286 aC), en el seu llibre "De historia plantarum" (La història natural de les plantes). Va ser deixeble d'Aristòtil i és considerat com el pare de la botànica i de l'ecologia.
La paraula Gymnadenia procedeix del grec "gymnos" = "exposat" i "aden" = "glàndula", i es refereix al seu accessible viscidium.

## Taxonomia
A l'agost de 2020, Plants of the World Online va acceptar les espècies i híbrids següents. ([N] = antigament col·locat a Nigritella, [GN] = antigament situat al ×Gym Nigritella.)
- Gymnadenia austriaca (C. Europa a Pirineus).
- Gymnadenia bicornis (Tibet).
- Gymnadenia borealis (N. & C. Europa).
- Gymnadenia buschmanniae (Itàlia)
- Gymnadenia carpatica (E. Carpats).
- Gymnadenia cenisia (França)
- Gymnadenia conopsea (Europa a Temp. E. Àsia)
- Gymnadenia corneliana (Alps)
- Gymnadenia crassinervis (Xina)
- Gymnadenia dolomitensis ¹ (Alps).
- Gymnadenia emeiensis (Xina – Sichuan).
- Gymnadenia frivaldii (Pen. Balcans a S. Carpats)
- Gymnadenia gabasiana ¹ (Pirineus)
- Gymnadenia lithopolitanica ¹ (SE. Alps)
- Gymnadenia microgymnadenia (NC. Xina).
- Gymnadenia neottioides A.Rich. & Galeotti (Mèxic)
- Gymnadenia nigra ¹ (Europa, Israel).
- Gymnadenia odoratissima (Europa).
- Gymnadenia orchidis (Himàlaies a la Xina)
- Gymnadenia propinqua A.Rich. & Galeotti (Mèxic)
- Gymnadenia rhellicani (W. Alps)
- Gymnadenia rubra (C. & E. Alps, S. Carpats).
- Gymnadenia stiriaca (Àustria).
- Gymnadenia taquetii (Corea)
- Gymnadenia widderi (NE. Alps, C. Itàlia).